# Sói Beringia
Sói Beringia là một loại sói đã tuyệt chủng (Canis lupus) sống trong Kỷ băng hà. Chúng có mặt ở vùng hiện nay là các bang Alaska, Yukon, và phía bắc bang Wyoming. Một số sói sống sót sinh sống vào giai đoạn Thế Holocene. Người ta đã xác định rằng những con sói này có hình thái khác biệt với những con sói Bắc Mỹ hiện đại. Sói Beringia đã không được chỉ định phân loại phân loài và mối quan hệ của nó với sói hang châu Âu đã tuyệt chủng (Canis lupus spelaeus) không rõ ràng.

## Phân loại
Sói xám được phân bố rộng khắp vùng Bắc Mỹ trong cả thời kỳ Thế Pleistocen và các thời kỳ trong lịch sử. Năm 2007 Jennifer Leonard đã thực hiện một nghiên cứu dựa trên các phân tích di truyền, hình thái và đồng vị ổn định của bảy mươi bốn mẫu vật sói Beringian từ Alaska và Yukon tiết lộ mối quan hệ di truyền, con mồi và hành vi kiếm ăn của chó sói thời tiền sử và hỗ trợ phân loại cho loại sói này là C. lupus.
Các mẫu vật không được chỉ định phân loại phân loài bởi Leonard, vì người này coi chúng là "những con sói đông Beringia". Một phân loài có thể không được chỉ định vì mối quan hệ giữa sói Beringia và sói hang châu Âu đã tuyệt chủng (C. l. Spelaeus) không rõ ràng. Beringia đã từng là một vùng đất trải dài trên Biển Chukchi và Biển Bering, nối liền lục địa Á-Âu và Bắc Mỹ. Đông Beringia bao gồm những vùng đất mà ngày nay có tên gọi là Alaska và Yukon.